# 시네마 천국 (텔레비전 프로그램)
시네마 천국은 영화계 소식을 전하는 영화 전문 프로그램이다.
영화평론가 정성일과 김홍준 감독 등이 초고 작가로 참여하고 이충직 중앙대 영화학과 교수, 영화감독 여균동, 영화배우 조용원, 가수 김창완과 영화전문잡지 필름2.0 편집위원 오동진이 진행했다. 2003년 배우 문소리, 영화감독 김태용이 진행했고
2007년 변영주, 김태용, 이해영 감독이, 2010년 장윤주가 진행했다.

## 기획 의도
- 영화계 소식을 전하는 영화 전문 프로그램

## 방송 시간
| 방송 채널 | 방송 기간                         | 방송 시간                    | 방송 분량 |
| --------- | --------------------------------- | ---------------------------- | --------- |
| EBS TV    | 1994년 3월 18일 ~ 1995년 2월 24일 | 매주 금요일 밤 9:50 ~ 10:20  | 30분      |
| EBS TV    | 1995년 3월 3일 ~ 1995년 8월 25일  | 매주 금요일 밤 9:20 ~ 10:00  | 40분      |
| EBS TV    | 1995년 9월 1일 ~ 1996년 3월 1일   | 매주 금요일 밤 9:35 ~ 10:15  | 40분      |
| EBS TV    | 1996년 3월 8일 ~ 1996년 8월 30일  | 매주 금요일 밤 9:25 ~ 10:05  | 40분      |
| EBS TV    | 1997년 3월 7일 ~ 1998년 2월 27일  | 매주 금요일 밤 9:25 ~ 10:05  | 40분      |
| EBS TV    | 1996년 9월 6일 ~ 1997년 2월 28일  | 매주 금요일 밤 9:30 ~ 10:10  | 40분      |
| EBS TV    | 1998년 3월 6일 ~ 1999년 2월 26일  | 매주 금요일 밤 9:30 ~ 10:10  | 40분      |
| EBS TV    | 1999년 3월 5일 ~ 2000년 9월 29일  | 매주 금요일 밤 10:00 ~ 10:40 | 40분      |
| EBS TV    | 2000년 10월 6일 ~ 2004년 2월 27일 | 매주 금요일 밤 10:50 ~ 11:30 | 40분      |
| EBS TV    | 2004년 3월 5일 ~ 2004년 8월 27일  | 매주 금요일 밤 10:20 ~ 11:00 | 40분      |
| EBS TV    | 2004년 9월 3일 ~ 2005년 2월 25일  | 매주 금요일 밤 11:40 ~ 11:30 | 50분      |
| EBS TV    | 2005년 3월 3일 ~ 2005년 8월 25일  | 매주 목요일 밤 10:50 ~ 11:40 | 50분      |
| EBS TV    | 2005년 9월 9일 ~ 2006년 2월 24일  | 매주 금요일 밤 12:00 ~ 1:00  | 1시간     |
| EBS TV    | 2006년 3월 3일 ~ 2007년 2월 23일  | 매주 금요일 밤 11:55 ~ 12:45 | 50분      |
| EBS TV    | 2007년 3월 2일 ~ 2007년 8월 24일  | 매주 금요일 밤 11:45 ~ 12:35 | 50분      |
| EBS TV    | 2007년 9월 7일 ~ 2008년 2월 22일  | 매주 금요일 밤 10:50 ~ 11:40 | 50분      |
| EBS TV    | 2008년 2월 29일 ~ 2008년 8월 22일 | 매주 금요일 밤 12:10 ~ 12:50 | 40분      |
| EBS TV    | 2008년 9월 5일 ~ 2011년 2월 25일  | 매주 금요일 밤 11:10 ~ 12:00 | 50분      |
| EBS TV    | 2011년 3월 5일 ~ 2011년 8월 27일  | 매주 토요일 낮 2:30 ~ 3:20   | 50분      |
| EBS TV    | 2011년 9월 3일 ~ 2012년 1월 7일   | 매주 토요일 낮 2:30 ~ 3:10   | 50분      |
| EBS TV    | 2012년 1월 13일 ~ 2012년 2월 24일 | 매주 금요일 저녁 7:50 ~ 8:30 | 50분      |
| EBS TV    | 2013년 3월 3일 ~ 2013년 6월 9일   | 매주 일요일 낮 2:00 ~ 2:30   | 30분      |
| EBS TV    | 2013년 9월 1일 ~ 2013년 11월 3일  | 매주 일요일 낮 12:00 ~ 12:30 | 30분      |
| EBS TV    | 2013년 11월 5일 ~ 2014년 2월 18일 | 매주 화요일 새벽 1:20 ~ 1:50 | 30분      |

## 종영 당시 영화정보 경쟁 프로그램
- 영화가 좋다 (KBS 2TV)
- 출발! 비디오 여행 (MBC TV)
- 접속! 무비월드 (SBS)
- 방구석 1열 (JTBC)
- 전기현의 씨네뮤직 (OBS경인TV)